# Drumul expres M0 (Ungaria)

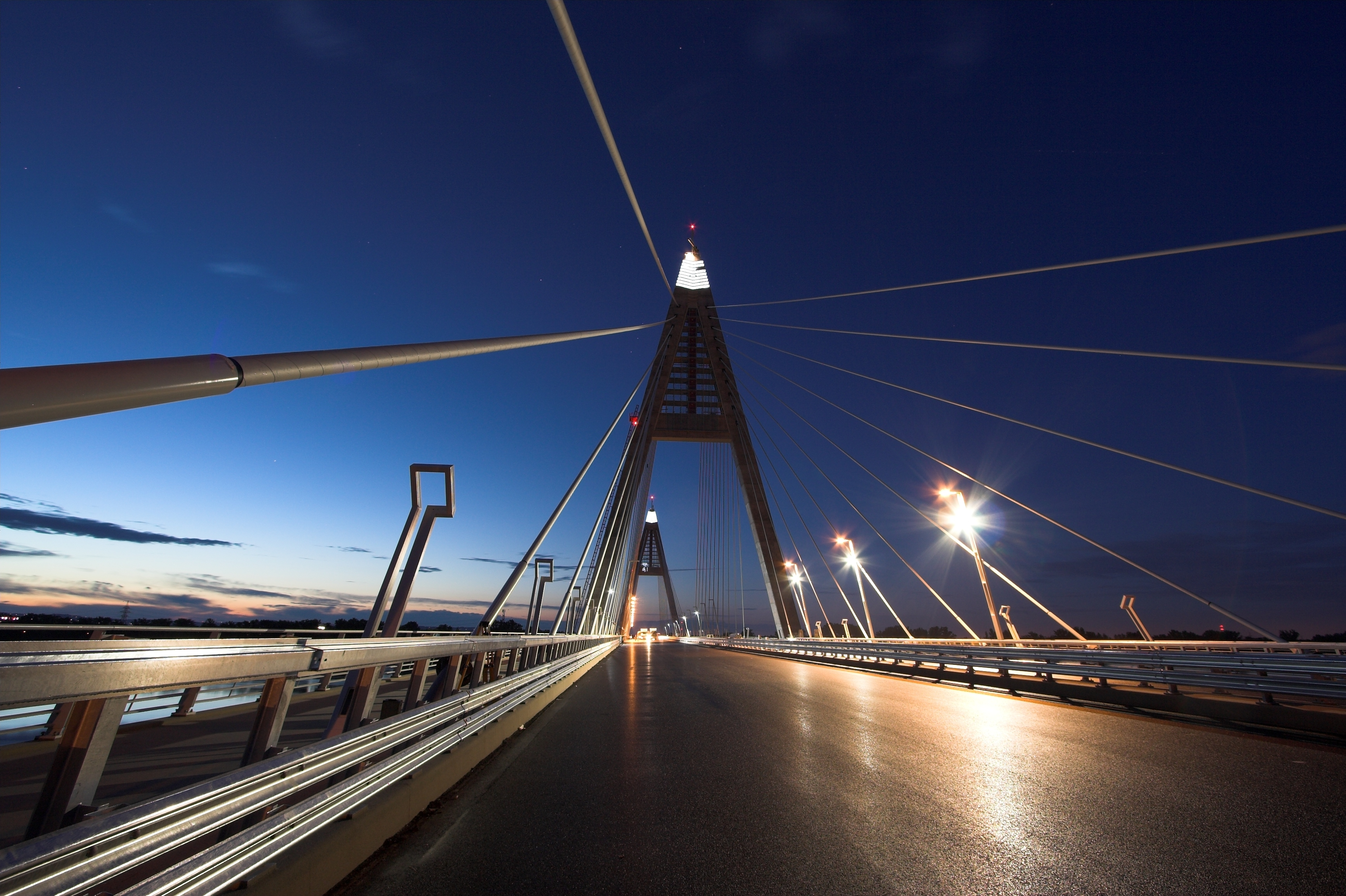
Podul Megyeri

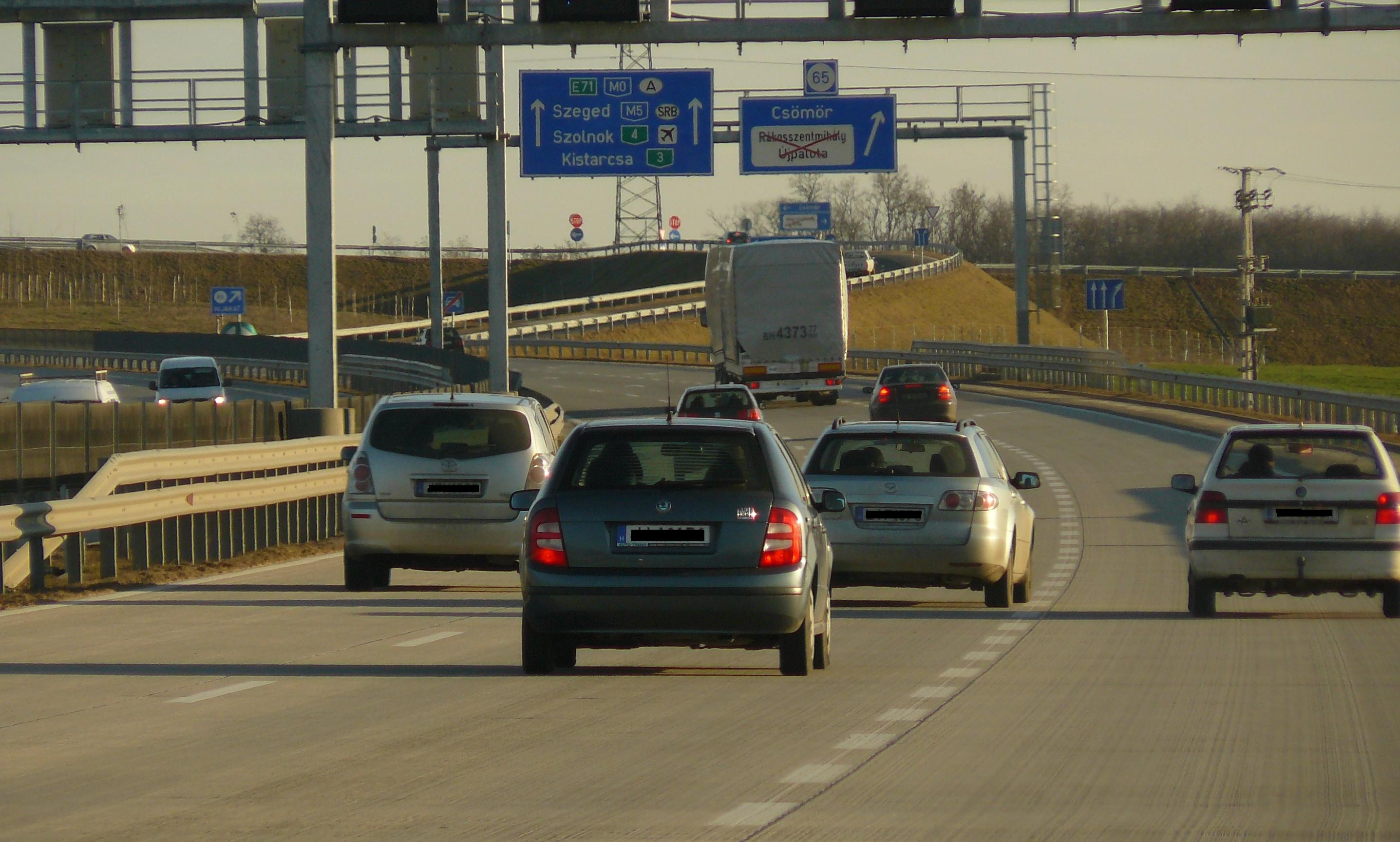
M0 (sectorul de est)

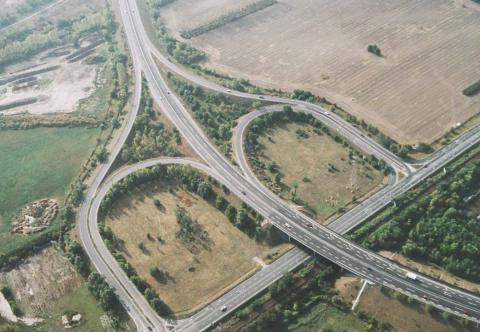
Vedere de sus a drumului expres M0

Drumul expres M0 este o centură de ocolire în jurul Budapestei, capitala Ungariei. Centura leagă autostrăzile M1, M7, M6, M5, M4, M3 și M2, și se conectează la Autostrada M11. Întreaga lungime planificată a centurii este de aproximativ 108 km. În 2013, 78 de kilometri din cei 108 planificați au fost finalizați.

## Intersecții, ieșiri și zone de odihnă
| Semn | Distanță | Destinație                                    | Note                   |
| ---- | -------- | --------------------------------------------- | ---------------------- |
|      | (-1 km)  | Budaörs - Tatabánya                           |                        |
|      | (0 km)   |                                               | M1 spre Győr ->        |
|      | (2 km)   | Törökbálint                                   |                        |
|      | (3 km)   | Dulácska völgyhíd - 170 m                     |                        |
|      | (4 km)   |                                               | M7 spre Balaton ->     |
|      | (6 km)   | Zona de odihnă Anna-hegyi                     | MOL / OMV, McDonald’s  |
|      | (10 km)  | Diósd - Nagykanizsa                           |                        |
|      | (11 km)  |                                               | M6 spre Mohács ->      |
|      | (12 km)  | Nagytétény / Budatétény                       |                        |
|      | (13 km)  | Nagytétényi út - 235 m                        |                        |
|      | (14 km)  | Budafok - Pécs                                |                        |
|      | (15 km)  | Podul Ferenc Deák Bridge peste Dunăre - 770 m |                        |
|      | (16 km)  | Halásztelek / Csepel                          |                        |
|      | (19 km)  | Szigetszentmiklós / Csepel                    |                        |
|      | (19 km)  | Zona de odihnă Anna-hegyi                     | OMV, Shell             |
|      |          | Podul Soroksári peste Dunăre - 499 m          |                        |
|      | (23 km)  | Dunaharaszti / Soroksár - Baja                |                        |
|      | (24 km)  |                                               |                        |
|      | (25 km)  | Soroksár - Kecskemét                          |                        |
|      | (31 km)  |                                               | M5 spre Szeged ->      |
|      | (34 km)  | Pestszentimre                                 |                        |
|      | (37 km)  | Gyál                                          |                        |
|      | (38 km)  | Alacskai (zonă de odihnă)                     | MOL / MOL              |
|      | (42 km)  | / AEROPORT                                    | M4 spre Szolnok ->     |
|      | (46 km)  | Ecser                                         |                        |
|      | (48 km)  | Maglód / Rákoskeresztúr - Jászberény          |                        |
|      | (52 km)  | Pécel / Rákoscsaba                            |                        |
|      | (53 km)  | pod peste Rákos-patak                         |                        |
|      | (54 km)  |                                               | drum tranzit spre M3   |
|      | (55 km)  | Nagytarcsa / Rákosliget                       |                        |
|      | (58 km)  | Nagytarcsa / Cinkota                          |                        |
|      | (60 km)  | Cinkota / Kistarcsa - Miskolc                 |                        |
|      | (65 km)  | Csömör / Újpalota                             |                        |
|      | (69 km)  |                                               | M3 spre Nyíregyháza -> |
|      | (70 km)  | Fót / Rákospalota                             |                        |
|      | (72 km)  |                                               | M2 spre Vác ->         |
|      | (73 km)  | Dunakeszi                                     |                        |
|      | (75 km)  | Újpest - Vác                                  |                        |
|      | (76 km)  | Podul Megyeri peste Dunăre - 1 852 m          |                        |
|      | (78 km)  | Budakalász / Békásmegyer - Szentendre         |                        |

## Legături externe
- Fotografii a podurilor din Budapesta